# Аполлон-17
«Аполлон-17» (англ. Apollo 17) — американський пілотований космічний корабель серії космічних кораблів «Аполлон», на якому була здійснена шоста і остання за програмою «Аполлон» висадка людей на Місяць.
Екіпаж «Аполлона-17» привіз на Землю 110 кг зразків скельних порід і місячного ґрунту (реголіту) з поверхні Місяця. Це більше, ніж вдавалося зібрати під час інших місячних експедицій.
У березні 2022 року офіційні особи НАСС вирішили дозволити вивчення останніх із 2196 зразків ґрунту місії «Аполлон-17», щоб отримати додаткові висновки, до тих, що зробили дослідники півстоліття тому.

## Екіпаж

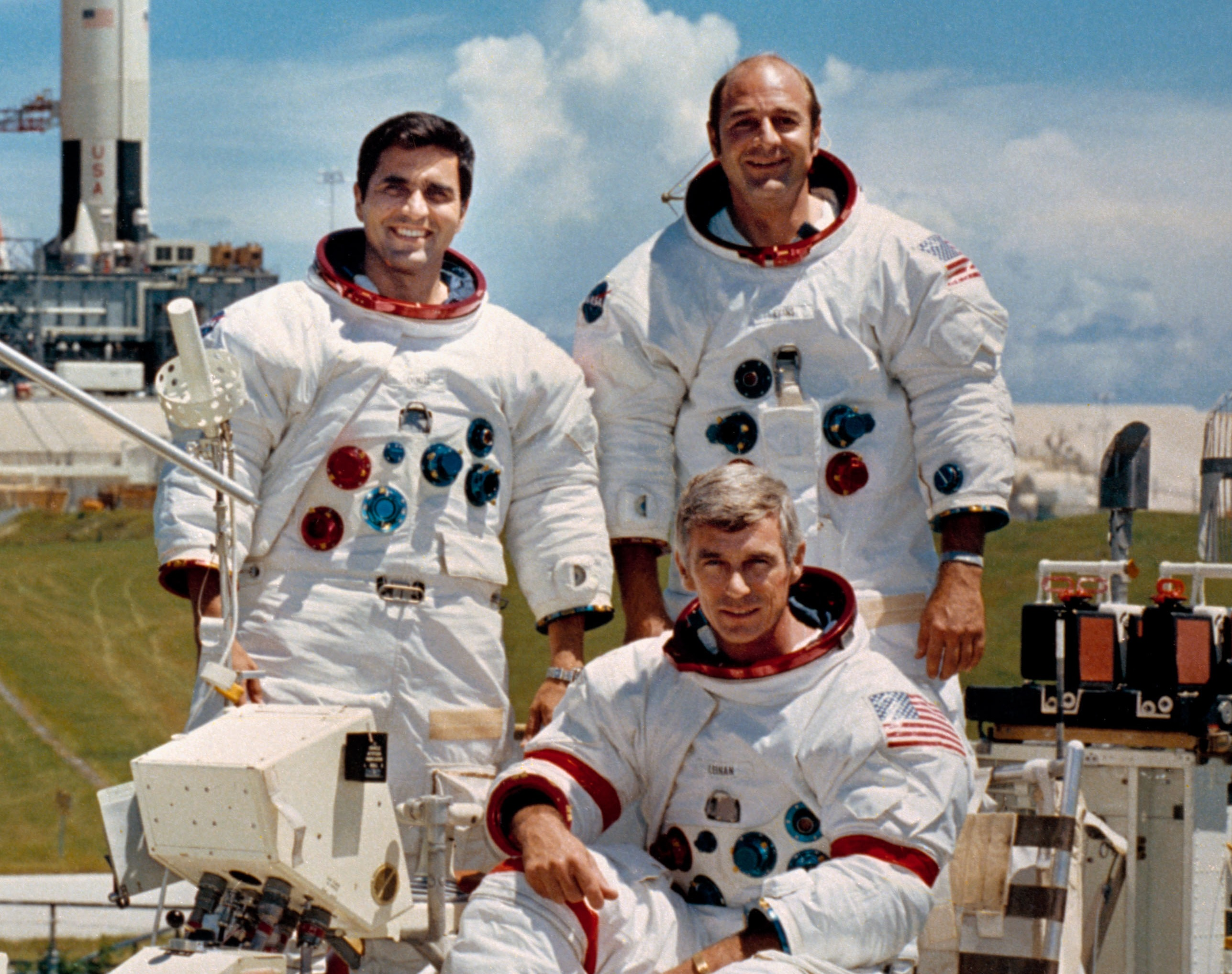
Зліва направо: Шмітт, Сернан (сидить), Еванс

- Юджин Сернан — командир
- Роналд Еванс — пілот командного модуля
- Гаррісон Шмітт — пілот місячного модуля, вчений-геолог

Дублерний екіпаж
- Командир — Джон Янг
- Пілот командного модуля — Стюарт Руса
- Пілот місячного модуля — Чарльз Дюк

Запасний екіпаж
- Командир — Роберт Франклін Овермайер
- Пілот командного модуля — Роберт Паркер Аллан
- Пілот місячного модуля — Гордон Фуллертон

## Політ
Загальна тривалість польоту становила 301 годину 51 хвилин 59 секунд (12 діб 13 годин 51 хвилину 59 секунд). На шляху до Землі Роналд Еванс виходив у відкритий космос і перебував поза кораблем 1 годину 6 хвилин.

### Старт

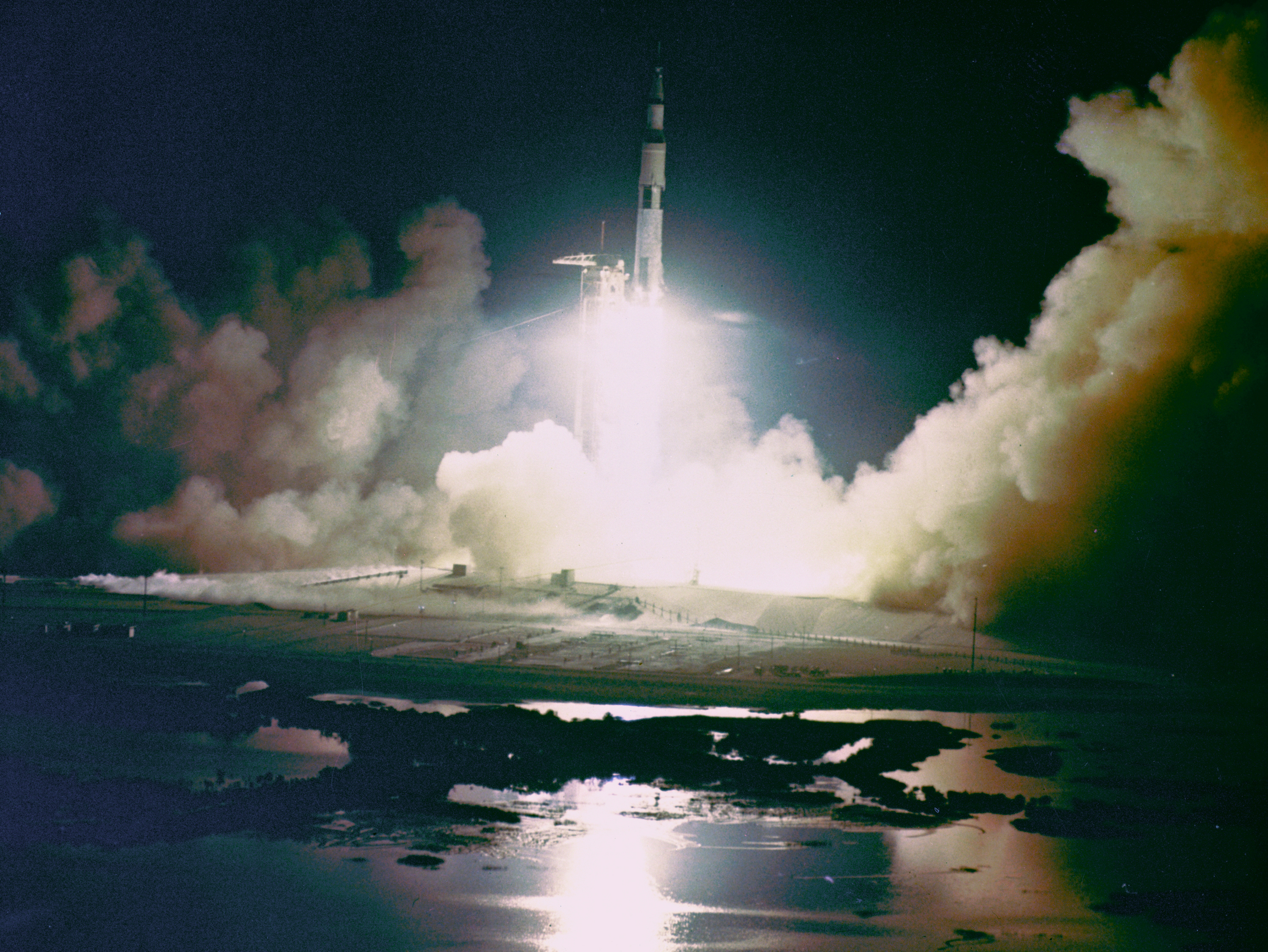

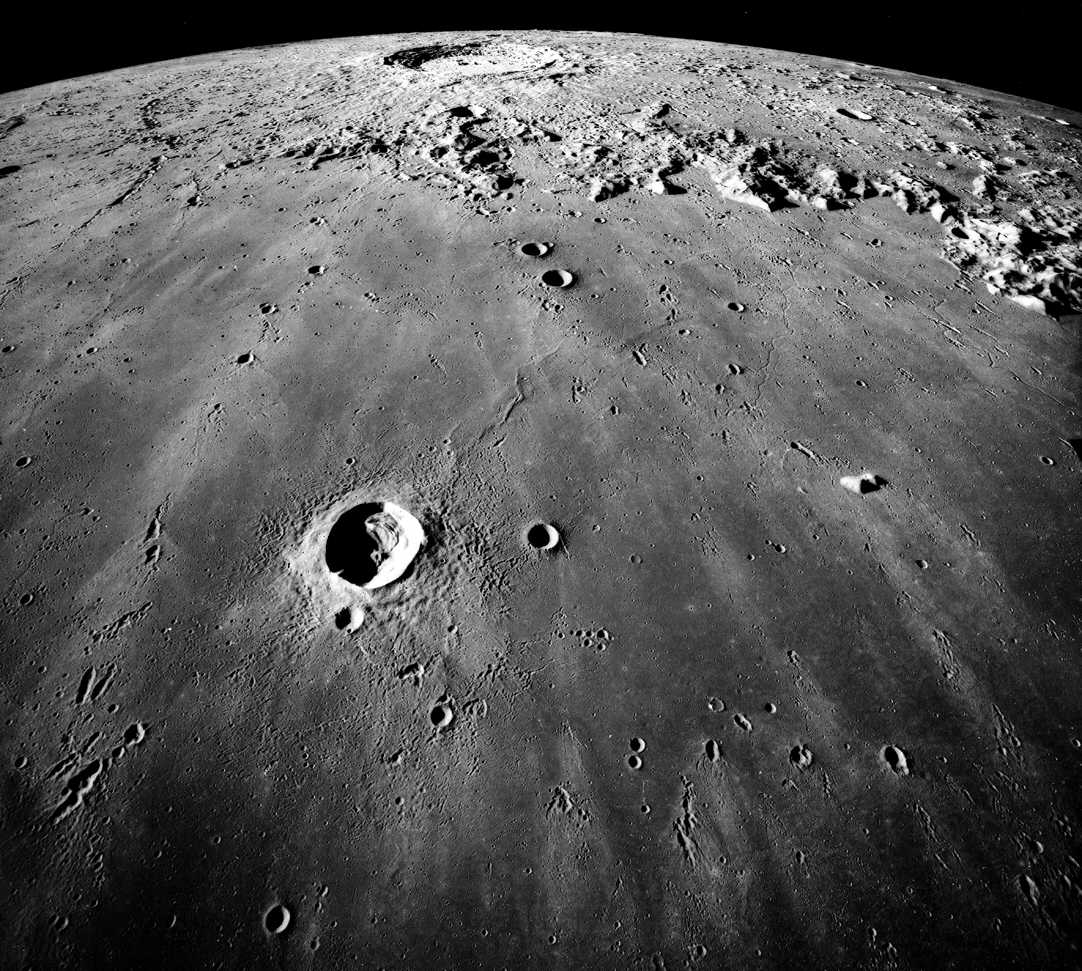

Старт відбувся з мису Канаверал (Флорида) вночі 7 грудня 1972 року о 5:33:00 UTC — вперше в такий час у космічній програмі «Аполлон».

### Посадка на Місяць

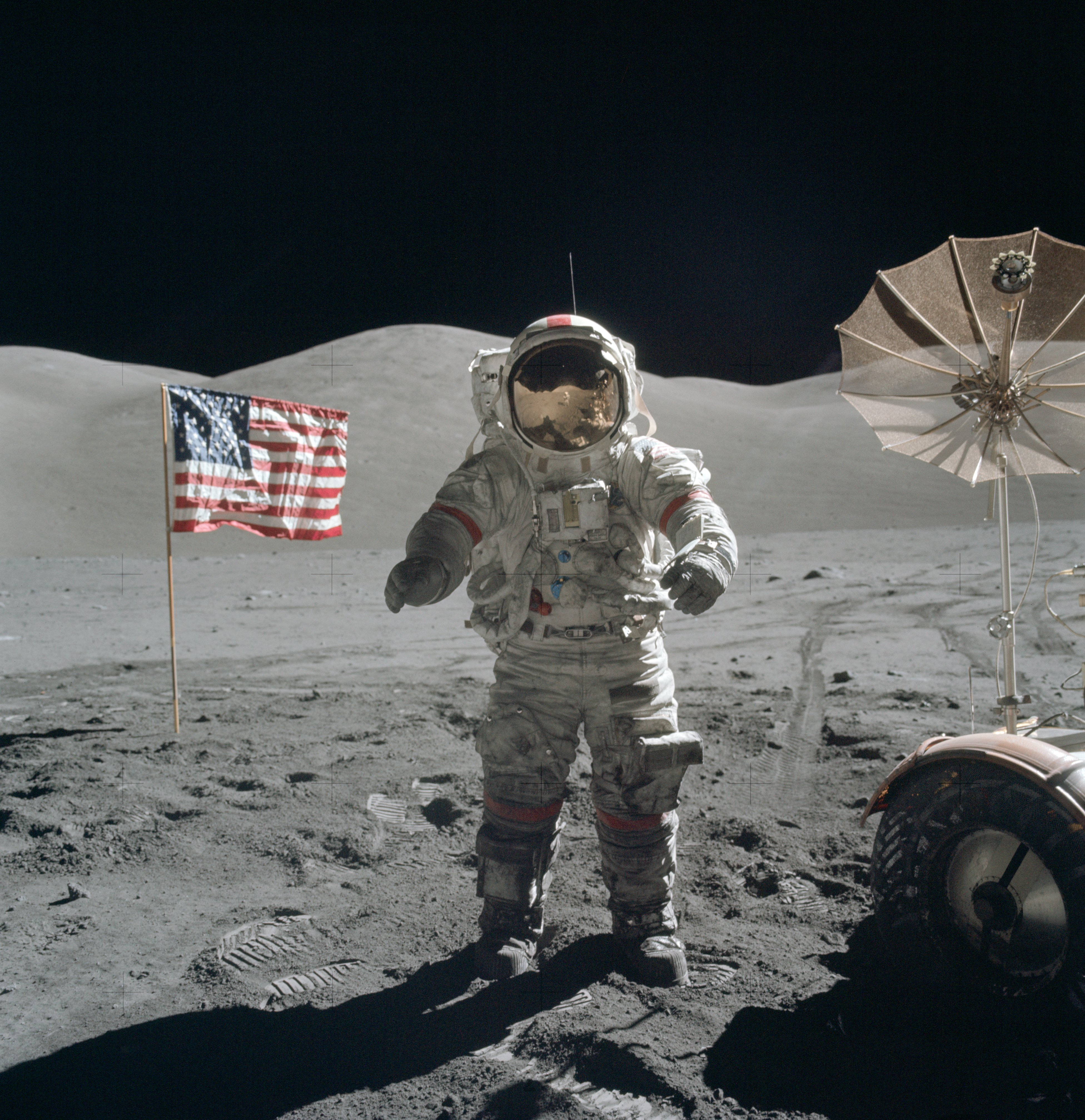
Шмітт зробив фото Сернана, що стоїть біля американського прапора і антени-парасольки місяцеходу на початку третього (фінального) виходу на поверхню Місяця. На задньому тлі видно Скульптурні гори, відображення Шмітта можна розгледіти у склі шолома.

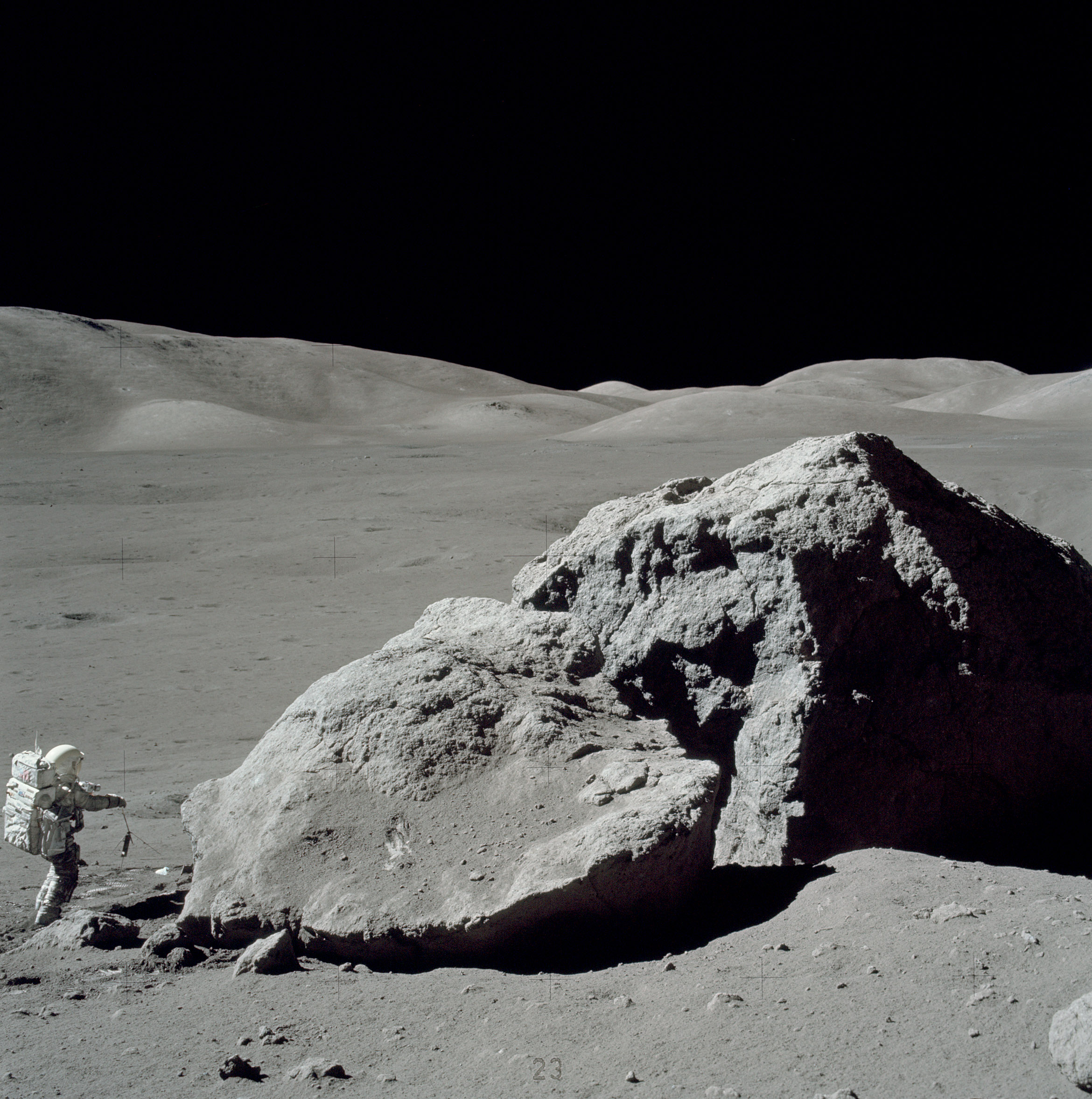
Шмітт стоїть біля великої брили під час третього виходу.

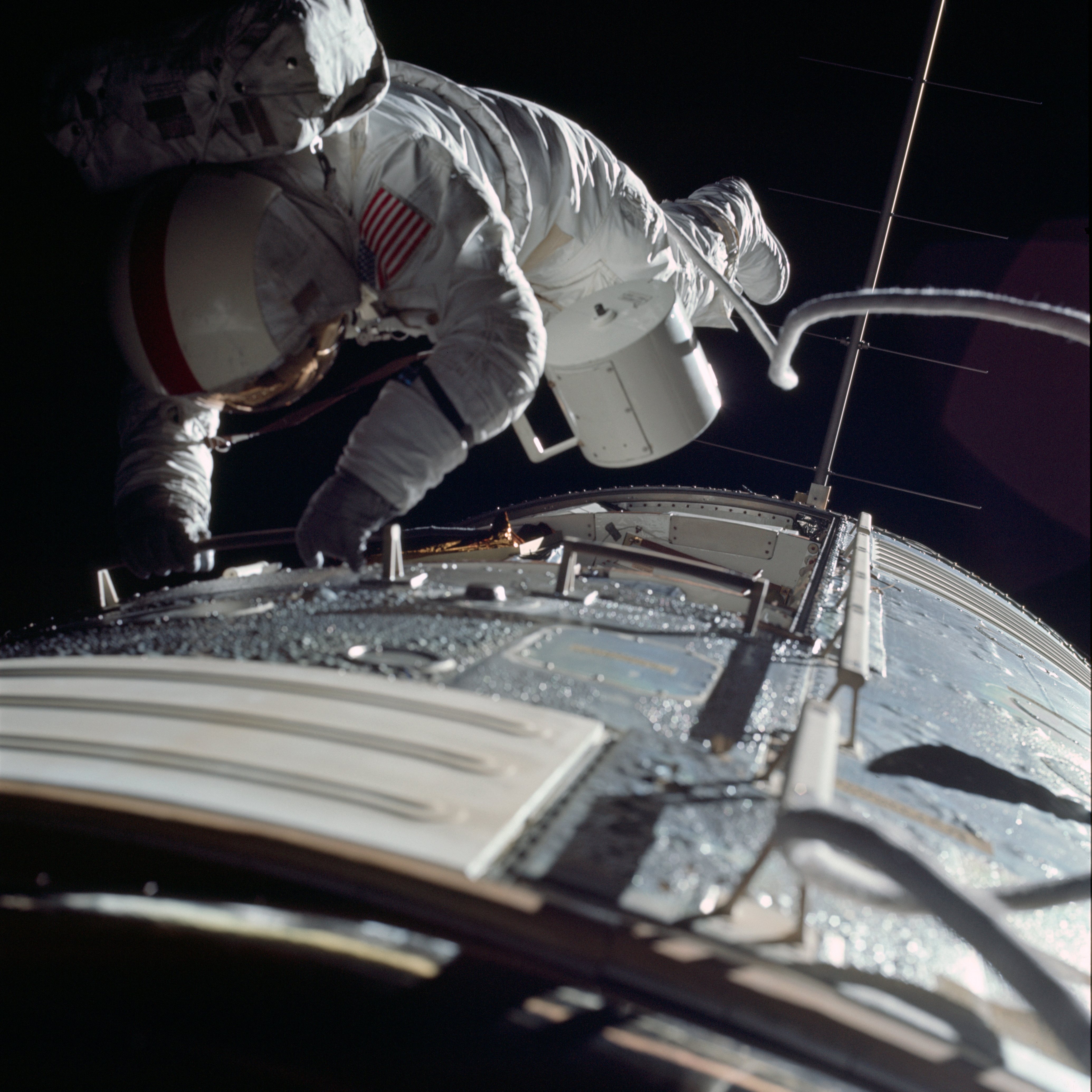
Пілот Командного модуля Рон Еванс під час виходу у космос, щоб забрати кіноплівку, записану камерами «Аполлона-17».

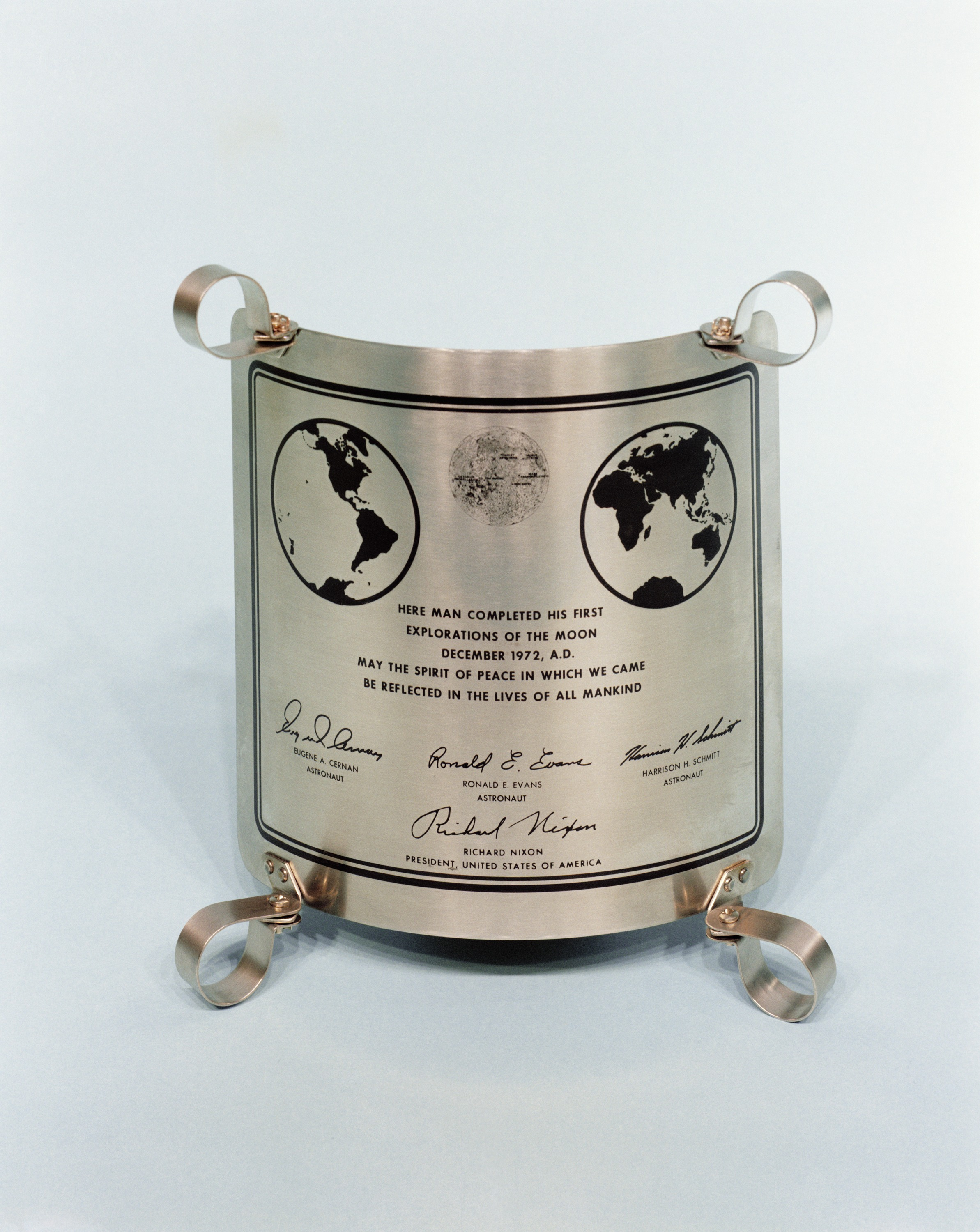
Копія пластини, що залишив на Місяці екіпаж «Аполлона-17»

Посадка на Місяць відбулася 11 грудня 1972 року о 19:54:57 UTC (02:54:57 p.m. EST). Місячний модуль здійснив посадку в долині Таурус-Літтров у точці з координатами 20,1653° пн. ш. 30,7658° сх. д., за 200 м від запланованої точки. На посадку залишалося 117 секунд роботи двигуна.

### Перебування на Місяці
Юджин Сернан і Гаррісон Шмітт провели в долині Таурус-Літтров на Місяці близько 75 годин. Їхній колега Рональд Еванс в цей час знаходився на орбіті Місяця.
Астронавти здійснили три виходи з місячного модуля на поверхню Місяця. На початку третьої екскурсії поверхнею Місяця Шмітт сфотографував Сернана поряд з американським прапором і місячним ровером (всюдиходом). На фотографії видно антену-парасольку цього ровера. На задньому плані — гори, що називаються Південний Масив. У шоломі Сернана можна розрізнити зображення Шмідта.
На іншому знімку, зробленому Юджином Сернаном, можна бачити його колегу, астронавта і геолога Гаррісона Шмітта поряд з великим валуном на дні вузької долини Таурус-Літтров, яка розташована на східному краї Моря Ясності. Праворуч від каменя — місячний всюдихід.
Під час перебування на Місяці члени експедиції «Аполлона-17» дослідили топографічні особливості місця посадки в долині Таурус-Літтров. При геологічних дослідженнях застосовувалася вибухівка.
Сернан і Шмітт були на Місяці 75 годин (11-15.12.1972). Загальна тривалість трьох виходів на поверхню становила 22 години 4 хвилини. Вони проїхали на ровері поверхнею 36 км. При цьому астронавти найбільше віддалялися від місячного модуля на 7,3 км.

### Приводнення

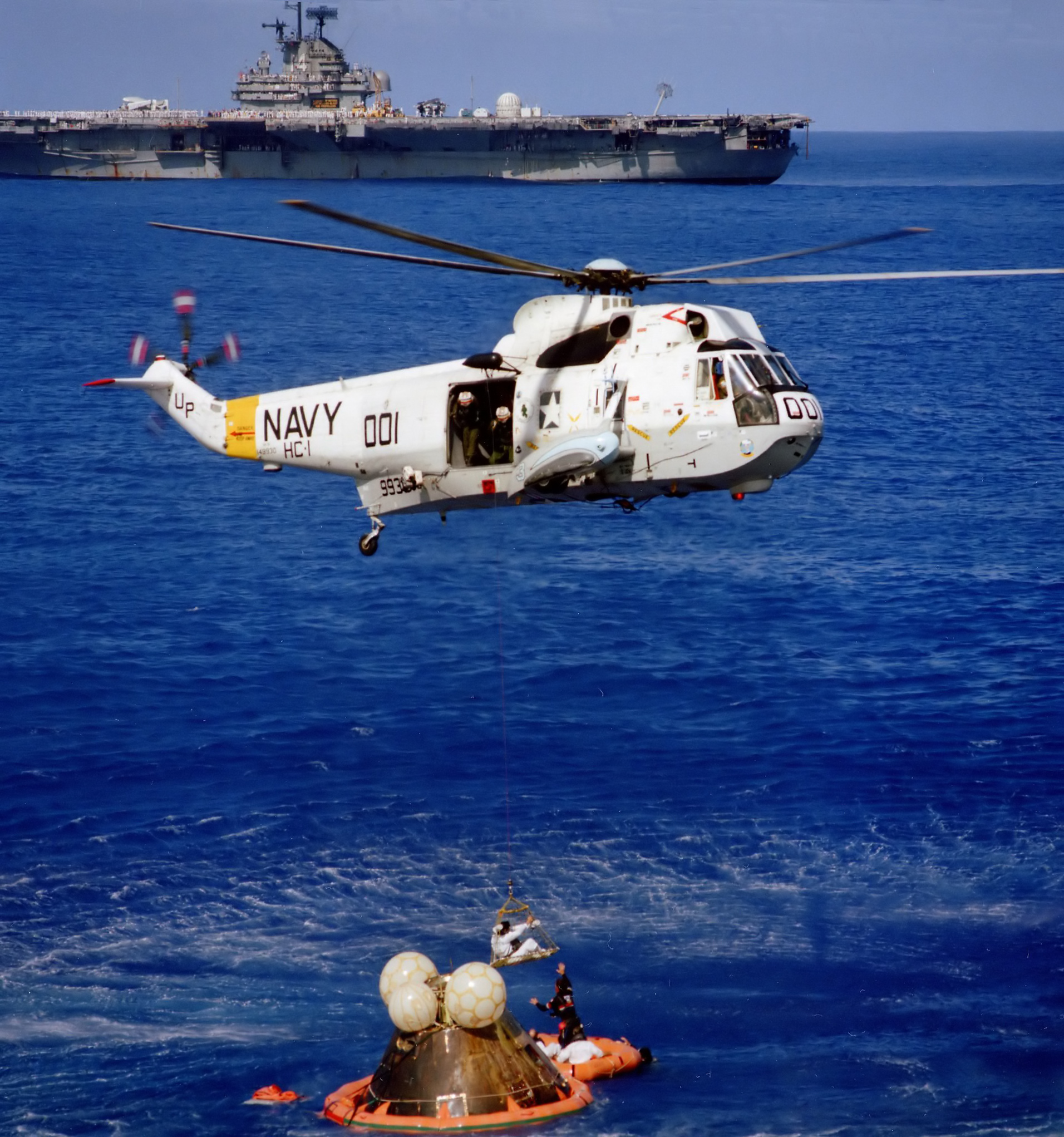
Завершення польоту «Аполлона-17» (НАСА)

19 грудня 1972 року, о 19:24:59 UTC, Тихий океан, 17° 53′ пд. ш. 166° 7′ зх. д.